# Phoneutria depilata
Phoneutria depilata is een spin uit de familie kamspinnen (Ctenidae). De wetenschappelijke naam van de soort werd voor het eerst geldig gepubliceerd door Strand in 1909 als Ctenus depilatus